# 帝國獎
帝國獎（英語：Empire Awards）是一年一度英國用來表揚國內和全球電影界的電影成就的獎項。該獎項，首次於1996年建立，現由《帝國雜誌》的讀者投票選出獲獎者。在第14屆帝國獎時該獎項由詹森愛爾蘭威士忌贊助，自此正式稱作詹姆森帝國獎（英語：Jameson Empire Awards）。
此外，還包括帝國榮譽獎和帝國特別榮譽獎。

## 獎項
- 最佳男主角：1996年至今
- 最佳女主角：1996年至今
- 最佳男配角：2014年
- 最佳女配角：2014年
- 最佳導演：1996年至今
- 最佳男新人：2012至今
- 最佳女新人：2012年出現
- 最佳電影：1996年至今
- 最佳英國電影：1996年至今；2002年，它被稱為“天空電影最佳英國電影”
- 最佳喜劇片：2006年至今
- 最恐怖片：2006年至今
- 最佳科幻/奇幻片：2006年至今；2009年，它被稱為“最佳科幻/超級英雄”
- 最佳驚悚片：2006年至今
- 60秒完成大獎：2008年至今

## 外部連結
- Official website (latest ceremony)
- 2014 Done in 60 Seconds official website
- The Empire Awards 的互联网电影数据库页面